# Braun Point
Der Braun Point ist ein kleines und felsiges Kap an der Ingrid-Christensen-Küste des ostantarktischen Prinzessin-Elisabeth-Lands. Es liegt am Südufer der Wilcock Bay im Gebiet der Larsemann Hills.
Das Antarctic Names Committee of Australia benannte es 1988. Namensgeber ist der deutsche Geologe Hans-Martin Braun von der Universität Frankfurt, Gastwissenschaftler auf der Law-Racoviță-Station während einer Kampagne der Australian National Antarctic Research Expeditions im Jahr 1987.